# Рагби 13 репрезентација Камеруна
Рагби 13 репрезентација Камеруна представља Републику Камерун  у екипном, колизионом спорту, рагбију 13.
Камерун је тренутно 36. на светској рагби 13 листи.  
Рагби 13 репрезентација Камеруна до сада није учествовала, на Светском првенству. Тринаестичари Камеруна су учесници Првенства Африке у рагбију 13.

## Историја рагбија 13 у Камеруну
Прву историјску утакмицу, тринаестичари Камеруна су одиграли против Марока у октобру 2019. Резултат је био 4-8 за Мароко. Најтежи пораз Камерун је доживео од Гане 4-10 у октобру 2019.

## Тренутни састав рагби 13 репрезентације Камеруна
- Армел Дамђа
- Биђана Жан Клод
- Нгел Херманд
- Хамадоу Моуса
- Нанга Јаник Олама
- Патрик Ојген Нкук
- Ламер Мфочив Оуди
- Жаник Ноах Симон
- Тјенчеу Нгуенкам Мануел
- Мочу Жанга Рафаел
- Жохан Кведи
- Каласи Арнауд
- Ембела Мухамед
- Кристијан Бегу
- Беколо Ели
- Батио Френк
- Фабрис Жуфанг
- Фосо Ледо
- Арнод Нџенг
- Ако Акоа Марк
- Луки Пукипоки
- Нгуфак Џордан
- Куате Стив

## Резултати рагби 13 репрезентације Камеруна
- Камерун  - Мароко  4-8
- Гана  - Камерун  10-4